# Hadeland Folkemuseum

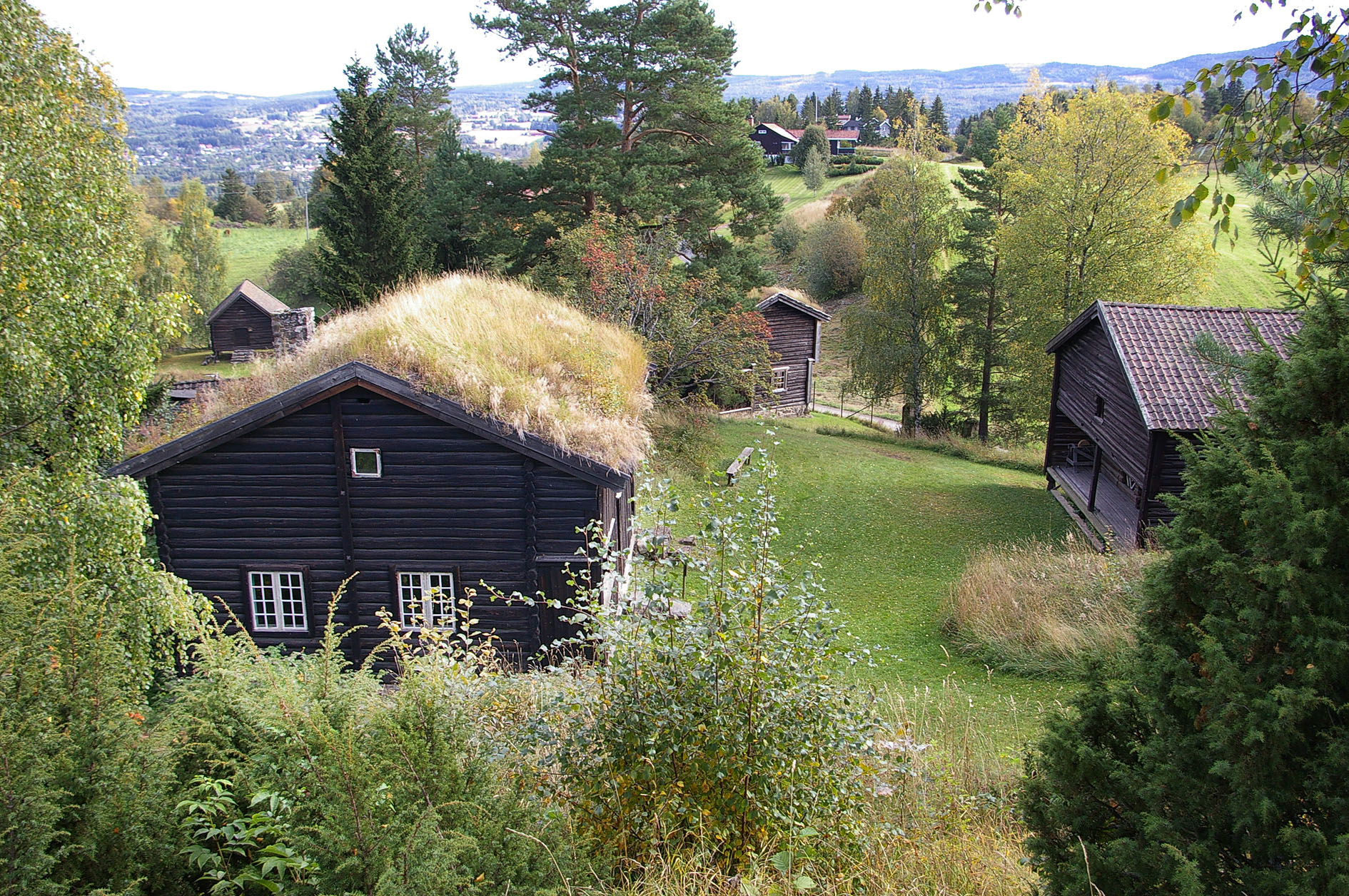
Vy över äldre byggnader på museet

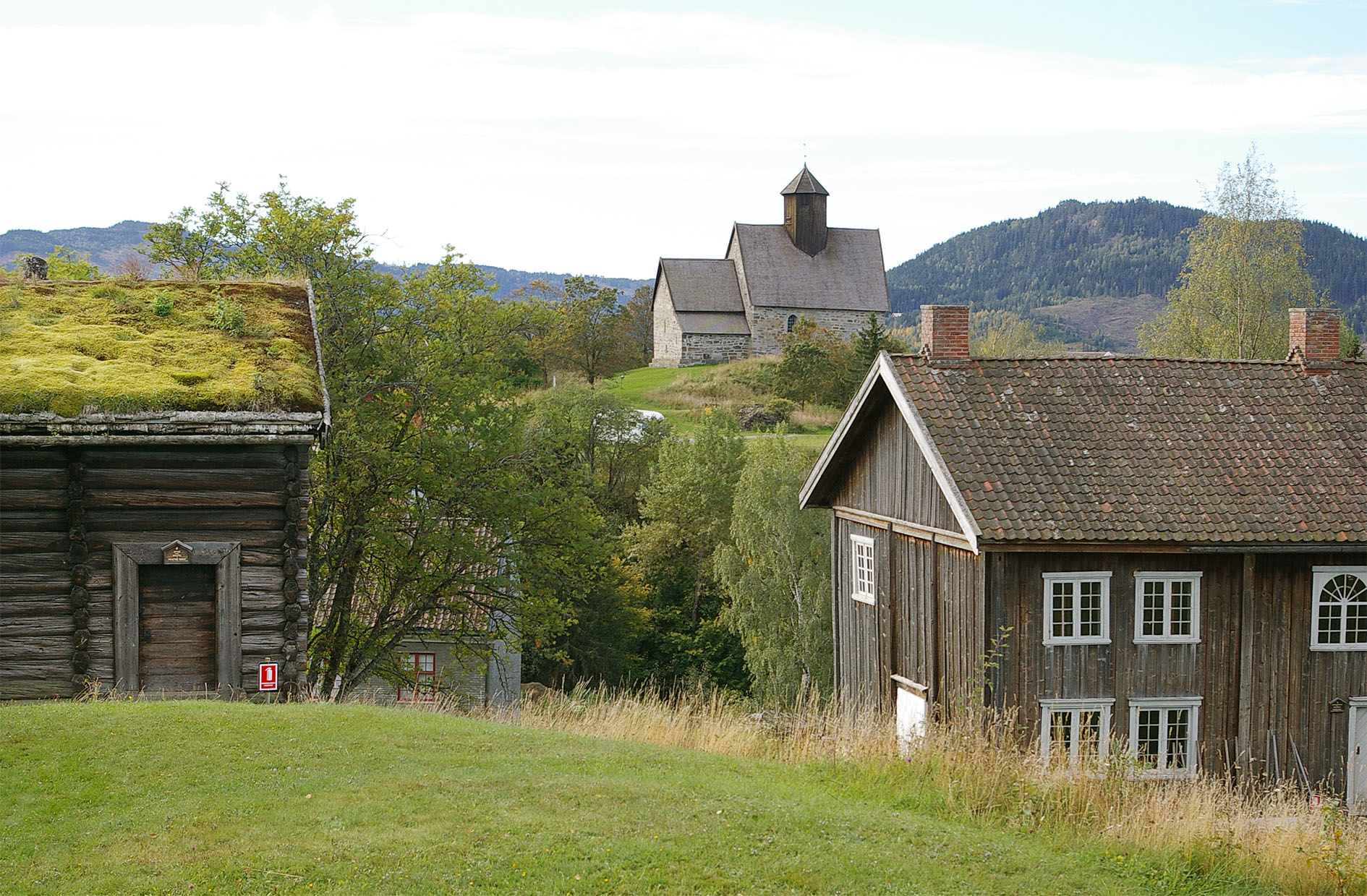
Vy från museet med Tingelstads medeltidskyrka i bakgrunden

Hadeland Folkemuseum är ett museum i Oppland fylke i Norge. Det ligger på höjdryggen strax nordväst om Gran samhälle i Grans kommun och direkt invid den medeltida stenkyrkan Tingelstad och den gamla medeltidsvägen genom Hadeland. Museet är ett friluftsmuseum med huvudvikt lagd på Hadelands kulturhistoria. Centrum i museet utgörs av Halvdanshaugen, en gravhög där enligt sägnen hjärtat till kung Halvdan Svarte är begravt i slutet av 800-talet. Invid högen står en kopia av den nästan tre meter höga Dynnastenen, en av Norges vackraste run- och bildstenar. Runorna berättar att Gunnvor lät bygga en bro som minne efter dottern Astrid, vilken var den driftigaste kvinnan på Hadeland.
Idén att skapa ett bygdemuseum lades fram på ett sommarmöte i Dokka 1911. Läraren O. Strand från Brandbu höll då ett föredrag om friluftsmuseer i Norge och menade att man även skulle ha ett sådant för Hadeland med omgivande bygder. Ett år senare utsågs en nämnd för museifrågans drivande. Skolestyrer Olaus Islandsmoen blev ordförande och kom att verka som museets driftige man fram till 1949. 1913 skapades Hadeland museumslag med uppgift att driva ett bygdemuseum för Hadeland. Ägaren till marken runt den gamla gravhögen Halvdanshaugen Ole Thingelstad skänkte egendomen till det nya museet. Gravhögen var den gamla samlingsplatsen för bygden och blev nu också en naturlig museal mötesplats. Genom att flytta gamla byggnader till museet (många från 1700-talet), genom mängder av insamlade bygdeföremål och genom folkliga aktiviteter blev museet en omistlig del av Hadelands gamla kulturbygd. Tjugo år efter starten hade 14 gamla byggnader räddats undan rivningar. I slutet av 1980-talet tillfogades en större museibyggnad till anläggningen.